# آريون

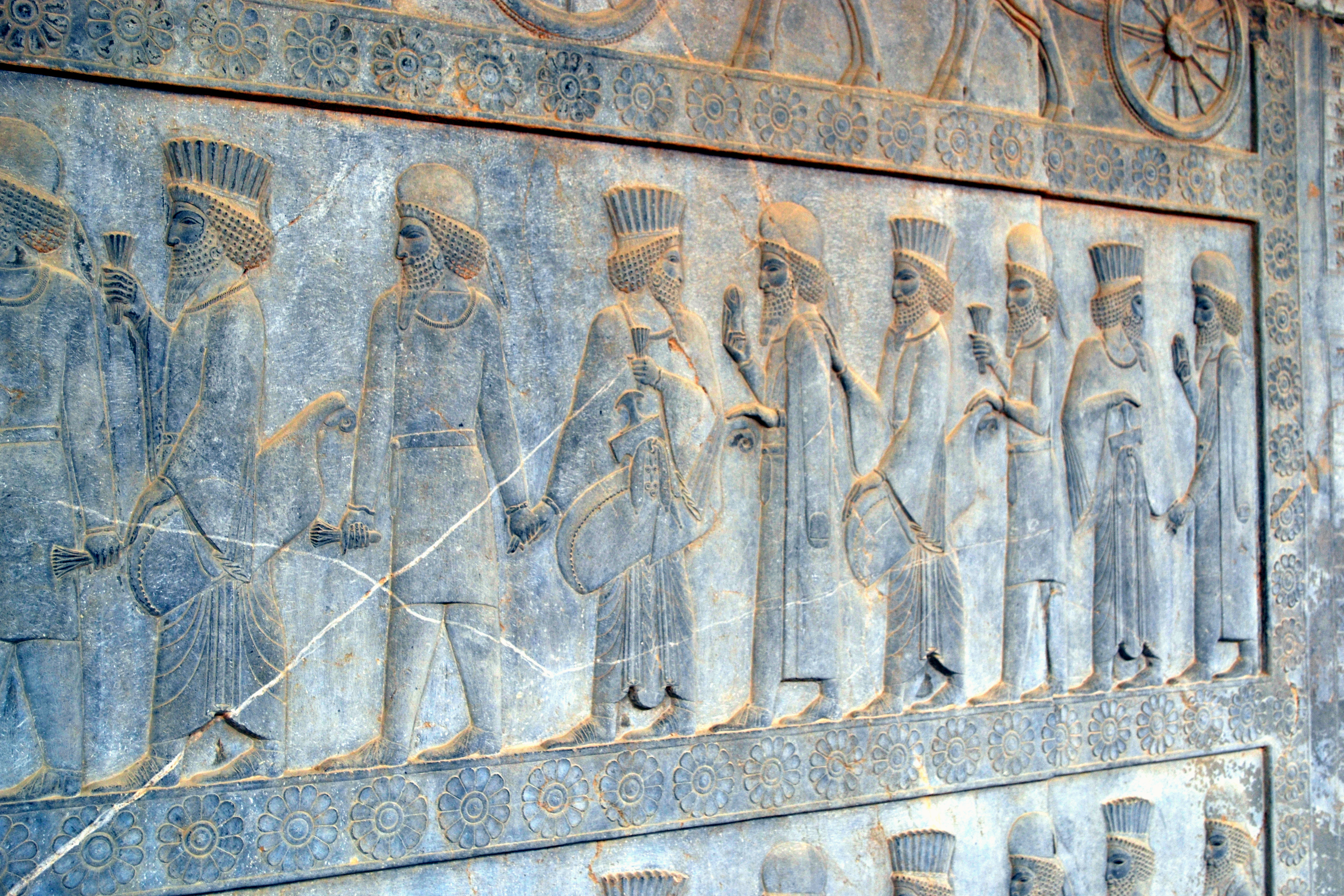
الميديون والفرس على الدرج الشرقي لأبادانا برسيبوليس(الآريیون الإيرانيون القدماء)

الآريون أو الآريَّة مصطلح استخدمته الشعوب الهندو إيرانيون في العصور القديمة كتسمية ذاتية، على عكس الشعوب «غير الهندو الآرية» أو «غير الإيرانية». استخدمت الشعوب الإيرانية القديمة مصطلح «آريا» كعلامة عرقية لأنفسهم وفي إشارة إلى وطنهم الأسطوري "Airyanem Vaejah" في كتب آفستا المقدسة. يشكل الجذر أيضًا المصدر الاشتقاقي لأسماء الأماكن إيران وألانيا.
في الخمسينيات من القرن التاسع عشر، تم اعتماد مصطلح «الآرية» كفئة عرقية من قبل الكاتب الفرنسي آرثر دي جوبينو، الذي أثر في الأيديولوجية العنصرية النازية من خلال الأعمال اللاحقة لهيوستن ستيوارت تشامبرلين. تحت الحكم النازي (1933-1945)، تم تطبيق المصطلح على معظم سكان ألمانيا باستثناء اليهود والسلاف مثل التشيك والبولنديين والروس. أولئك الذين تم تصنيفهم على أنهم «غير آريين»، وخاصة اليهود، تعرضوا للتمييز قبل تعرضهم للقتل الجماعي المنظم المعروف باسم الهولوكوست. أدت الفظائع التي ارتكبت باسم أيديولوجيات التفوق الآري إلى تجنب الأكاديميين عمومًا لمصطلح «الآرية»، والذي تم استبداله في معظم الحالات بـ «الهندو إيرانية»، على الرغم من أن فرع جنوب آسيا لا يزال يُعرف باسم «الهندو آرية».

## الآرية والعنصرية

### اختراع مصطلح «العرق الآري»

#### الأصل
استنادًا إلى التفسيرات ذات المنحى العنصري للآريين الفيديين بوصفهم «غزاة أجانب من ذوي البشرة الفاتحة» آتين من الشمال، أصبح مصطلح «آري» معتمدًا في الغرب كفئة عرقية متصلة بأيديولوجية عنصرية تعرف باسم الآرية، التي تصور العرق الآري بكونه «عرقًا متفوقًا» مسؤولًا عن معظم إنجازات الحضارات القديمة. أدان ماكس مولر في عام 1888، الذي دشن التفسيرات العرقية للريجفدا، أولئك الذين تكلموا بوجود «عرق آري، وعيون وشعر آري» بكونه هراءً، كأن يتحدث عالم لغويات عن «معجم طويل الرأس، أو نحو قواعدي قصير الرأس». كان بالنسبة إلى عدد متزايد من الكتاب الغربيين، وخصوصًا بين علماء الأنثروبولوجيا وغير الاختصاصيين المتأثرين بنظريات داروين، صار ينظر إلى الآريين على أنهم «نوع جيني مادي» يتباين عن الأعراق البشرية الأخرى عوضًا عن مجرد تصنيف إثني لغوي. خلال أواخر القرنين التاسع عشر والعشرين، أدى الاندماج الحاصل بين الآرية والنوردية والمروج من قبل كتّاب مثل آرثر دي ڠوبينو، وثيودور بوشيه، وهوستون شامبرلين، وبول بروكا، وكارل بنكا، وهانز ڠونثر إلى تصوير الهنود الأوروبيين البدائيين بكونهم شقرًا وطوال، بعينين زرقاوين وجماجم متطاولة. ويرفض العلماء العصريون هذه الآراء ويذكرون بأن فكرة وجود تعارض فيدي بين الآريا والداسا على أساس انقسام عرقي لا تزال محط إشكال، إذ إن «معظم الأسفار الفيدية قد لا تشير إلى أفراد داكني أو فاتحي البشرة، وإنما إلى عوالم مظلمة ومنيرة».

#### النظريات حول التفوق العرقي
نظر آرثر دي غوبينو، مؤلف المقال المؤثر بعنوان «عدم المساواة بين الأعراق البشرية (1853)»، إلى العرق الأبيض أو الآري باعتباره العرق المتحضر الوحيد، وينظر إلى الانحدار الثقافي والتشوش الثقافي باعتبارهما مترابطين بشكل وثيق. قال إن شعوب أوروبا الشمالية هاجرت في جميع أنحاء العالم وأسست الحضارات الكبرى قبل أن تنكمش بفعل الاختلاط العرقي مع السكان الأصليين الذين وصفوا بأنهم أدنى مرتبة من حيث العرق، مما أدى إلى الانحلال التدريجي للحضارات الآرية القديمة. في عام 1878، نشر عالم الأنثروبولوجيا الألماني الأمريكي تيودور بوشيه دراسة للمراجع التاريخية محاولًا إثبات أن الآريين كانوا شقرًا امتلكوا بشرة فاتحة وعيونًا زرقاء. استخدم مصطلح آري لأول مرة في وصف من هم من غير اليهود لأول مرة في عام 1887، قررت جمعية فيينية للياقة البدنية السماح فقط بانضمام الأعضاء «الألمان من أصل آري فقط». في كتاب «أسس القرن التاسع عشر (1899)»، الذي وصف بكونه «أحد أهم النصوص النازية البدائية»، وضع الكاتب البريطاني الألماني هيوستن شامبرلين نظرية الصراع الوجودي حتى الموت بين عرق آري-ألماني وعرق يهودي-سامي مدمر. يحذر الكتاب الأكثر مبيعًا «الأساس العنصري للتاريخ الأوروبي»، الذي نشره الكاتب الأمريكي ماديسون غرانت في عام 1916، من خطر الاختلاط العرقي مع «الأجناس المتدنية» المهاجرة، بمن فيهم الناطقون باللغات الهندو أوروبية مثل السلافيين والإيطاليين واليهود الناطقين باللغة اليديشية، في مقابل الآريين الجرمانيين «المتفوقين عرقيًا»، أي الأمريكيين من أصل إنجليزي وألماني واسكندنافي.
بقيادة كل من جويدو فون ليست (1848-1919) ويورغ لانز فون ليبنفيلس (1874-1954)، أسس مروجو التصوف الجرماني نظامًا أيديولوجيًا يجمع بين حركة فولكيش القومية والباطنية الغربية. إذ تنبؤوا بحقبة قادمة من الحكم العالمي الألماني (الآري)، جادلوا بأن مؤامرة ضد الألمان -يقال أنها حرضت من قبل العروق غير الآرية من اليهود والعهد القديم- «سعت إلى تدمير العالم الجرماني المثالي بتحرر المتخلفين غير الألمان تحت مسمى المساواة الزائفة».

#### فرضية شمال أوروبا
في الوقت نفسه، فقدت فكرة نشوء اللغات الهندية الأوروبية من جنوب آسيا التأييد بين الأكاديميين. بعد نهاية الستينيات من القرن التاسع عشر، بدأت تظهر نماذج بديلة للهجرات الهندية الأوروبية، فوجد بعضها موطنه الأصلي في شمالي أوروبا. قال كارل بنكا، الذي تنسب إليه صفة «شخصية انتقالية بين الآرية والنوردية»، في سنة 1883 أن الآريين نشؤوا في إسكندينافيا الجنوبية. في أوائل القرن العشرين، ادعى العالم الألماني غوستاف كوسينا، في محاولة منه الموازاة بين حضارة مادية من عصور ما قبل التاريخ واللغة الإنجليزية الأوروبية المعاد بناؤها، على أساس كشوفات أثرية أن الهجرات «الهندوجرمانية» نشأت من موطن يقال في شمالي أوروبا. حتى نهاية الحرب العالمية الثانية، انقسم الدراسات العلمية على نطاق واسع بين أتباع كوسينا، وأتباع أوتو شريدر في مستهل الأمر، الذين دعموا فكرة وجود وطن السهول في أوراسيا، وهي الفرضية الأكثر انتشارًا لليوم بين الباحثين.

### الراج البريطاني
في الهند، اتبعت الحكومة الاستعمارية البريطانية حجج دي غوبينو على خط آخر، وعززت فكرة «العرق الآري» المتفوق الذي استمال النظام الطبقي الهندي لصالح المصالح الإمبريالية. في صيغته المتطورة، كان التفسير الذي توسطته بريطانيا يشير إلى الفصل الآريين وغير الآريين على غرار الطائفة، حيث كانت الطبقات العليا «آرية» والدنيا «غير آرية». لم تسمح التطورات الأوروبية للبريطانيين بتعريف أنفسهم باعتبارهم ينتمون إلى طبقة اجتماعية عالية فحسب، بل سمحت أيضًا للبراهمة باعتبار أنفسهم على قدم المساواة مع البريطانيين. إلى جانب ذلك، استفزت تلك العملية إعادة تفسير التاريخ الهندي بمصطلحات عنصرية، وعلى النقيض منه، بمصطلحات قومية هندية.

### النازية وتفوق البيض
من خلال أعمال هيوستن ستيوارت تشامبرلين، أثرت أفكار غوبينو على الأيديولوجية العنصرية النازية، التي رأت «العرق الآري» متفوقًا فطريًا على الجماعات العرقية المفترضة الأخرى. دعا المسؤول النازي ألفريد روزنبرغ إلى إقامة «دين جديد حسب الدم» يقوم على الدوافع الفطرية المفترضة للروح النوردية دفاعًا عن طابعها «النبيل» أمام الانحطاط العرقي والثقافي. يعتقد روزنبرغ أن العرق الاسكندنافي ينحدر من الآريين البدائيين، وهو شعب مفترض مما قبل التاريخ أقام في سهل ألمانيا الشمالية، ونشأ أساسًا من قارة أتلانتس المفقودة.